# Eurilàimids
Els eurilàimids (Eurylaimidae) són una família d'ocells de l'ordre dels passeriformes que habiten la Regió Indomalaia. Dins aquesta família antany s'incloïa el sapaioa, de sudamèrica, els asiti de Madagascar i els becamples d'Àfrica, que actualment s'ubiquen a les seues pròpies famílies (sapayoids, filepítids i caliptomènids).

## Morfologia
- Fan 13 – 28 cm de llargària, amb un pes de 21 – 160 g.
- Aspecte arrodonit, en general amb una curta cua. Gran obertura bucal.
- Moltes espècies tenen plomatges amb brillants colors, poden ser verds, rojos, negres, gris argent amb forts contrasts.
- Escàs dimorfisme sexual. Els joves semblants, però una mica més apagats.

## Hàbitat i distribució
Habitant de la selva i les boscos tropicals. En Àsia des de l'Himàlaia fins a les Illes del sud-est asiàtic.

## Alimentació
Mengen insectes, aranyes, centpeus, milpeus, i també llangardaixos i granotes arbòries. Algunes espècies complementen la seva nutrició amb fruites, però en molt pocs aquest és l'aliment principal.

## Reproducció
Fan un niu gran, penjant d'una branca i cobert, del qual pengen unes fibres vegetals soltes. Ponen 2 – 3 ous (algunes espècies més) blancs o rosats, de vegades amb unes petites taques rogenques.

## Taxonomia
El Congrés Ornitològic Internacional (versió 10.2, 2020)reconeix 7 gèneres amb 9 espècies en aquesta família.
- - Gènere Pseudocalyptomena, amb una espècie: becample de Grauer (Pseudocalyptomena graueri).
  - Gènere Cymbirhynchus, amb una espècie: becample negre-i-vermell (Cymbirhynchus macrorhynchos).
  - Gènere Psarisomus, amb una espècie: becample cuallarg (Psarisomus dalhousiae).
  - Gènere Serilophus, amb una espècie: becample cellanegre (Serilophus lunatus).
  - Gènere Eurylaimus, amb dues espècies.
  - Gènere Sarcophanops, amb dues espècies.
  - Gènere Corydon, amb una espècie: becample fosc (Corydon sumatranus).